# Lophopogon tridentatus
Lophopogon tridentatus är en gräsart som först beskrevs av William Roxburgh, och fick sitt nu gällande namn av Eduard Hackel. Lophopogon tridentatus ingår i släktet Lophopogon och familjen gräs. Inga underarter finns listade i Catalogue of Life.